# ديد ستار (ميكس تيب)
ديد ستار هو الألبوم التجاري الأول من قبل مغني الراب الأمريكي سموكبورب. تم إصداره في 29 سبتمبر 2017 بواسطة Alamo Records وInterscope Records. يتميز الالبوم بظهور صديقه ليل بامب، جنبًا إلى جنب مع شيف كيف ويو غوتي وجوسي جي وترافيس سكوت ودرام 
كان مدعومًا بأربعة أغاني فردية - "أودي" و "ديفرينت كولور مولي" و "تو ذي مون" و "بليس يو تراب". في ديسمبر 2019، تم إصدار الجزء الثاني "ديد ستار 2 .

## غلاف الألبوم
جاء صديق سموكبورب بفكرة غلاف الألبوم من فنان موسيقى الروك جي جي ألين. على غلاف ألبوم بورب كان في تابوت، محاطًا بقصاصات صحيفة، صور لنفسه، كحول وزجاجة لين. هذا يحاكي الصورة سيئة السمعة لمغني الروك في جنازته. مات ألن في عام 1993 بسبب جرعة زائدة من الهيروين وتم تصويره في جنازته في تابوته بزجاجة من جيم بيم وقصاصات صحفية تحيط به. كانت جثته غير مغسولة وغير محجوزة أثناء ارتدائه سترة جلدية وحزام جوك (علامة تجارية له).

## الأغاني الفردية
الأغنية الفردية الرئيسية «أودي.». تم إصدارها في 19 مايو 2017. الأغنية الثانية «ديفرينت كولور مولي» تم إصدارها في 26 مايو 2017. الأغنية الثالثة «تو ذي مون» تم إصدارها في 2 يونيو 2017. تم إصدار الأغنية الرابعة والأخيرة «بليس يو تراب» في 15 سبتمبر 2017.

## الأداء التجاري
ظهر ديد ستار لأول مرة في المرتبة 42 على لوحة بيلبورد 200 الولايات المتحدة.

## قائمة التشغيل
تم تعديل الاعتمادات من Tidal.
1. I Don't Know You بمشاركة شيف كيف ويو جوتي
2. Drop
3. Audi
4. OK بمشاركة ليل بامب
5. Streets Love Me بمشاركة جوسي جي
6. No Safety
7. Bless Yo Trap
8. Fingers Blue بمشاركة ترافيس سكوت
9. Nose
10. Krispy Kreme
11. Topic
12. Hold It
13. Count Up بمشاركة درام
14. Different Colour Molly
15. To The Moon
16. Phantom
17. RIP Max
18. Purgatory

## المراتب
| رسم بياني (2017)                        | أعلى مرتبة |
| --------------------------------------- | ---------- |
| لوحة الولايات المتحدة 200               | 42         |
| ألبومات US Topboard R &amp; B / Hip-Hop | 24         |
| ألبومات US Billboard Top Rap            | 16         |
| ألبومات بيلبورد الكندية                 | 77         |